# 213 Lilaea
Lilaea (asteroide 213) é um asteroide da cintura principal com um diâmetro de 83,01 quilómetros, a 2,35624054 UA. Possui uma excentricidade de 0,14445134 e um período orbital de 1 669,38 dias (4,57 anos).
Lilaea tem uma velocidade orbital média de 17,94755498 km/s e uma inclinação de 6,80446262º.
Esse asteroide foi descoberto em 16 de Fevereiro de 1880 por Christian Peters.